# بوگل
بوگل (به آلمانی: Bogel) یک شهر در آلمان است که در Verbandsgemeinde Nastätten واقع شده‌است. بوگل ۸۳۰ نفر جمعیت دارد.